# И (річка)
И — річка на півночі європейської частини  Росії. Протікає територією  Архангельської області та  Республіки Комі. 
Довжина близько 35 км. 
Русло звивисте, річка тече переважно у східному напрямку. Бере початок у  болотистій місцевості Верхньотоємського району Архангельської області на вододілі річок  Пінезі та  Мезень , впадає в річку  Вашку (притока Мезень). Найбільші притоки - Рочвож, Сотчемпелен'єль, Микетесйоль, Миттес  . 